# 안재창

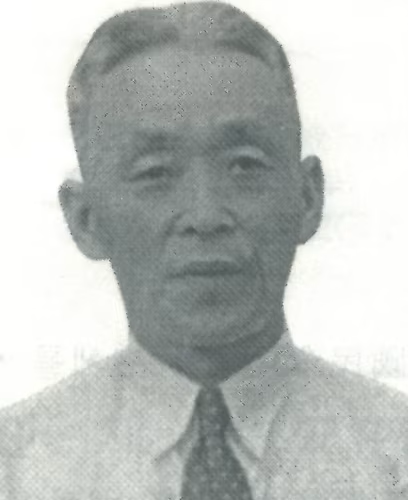
안재창은 초창기 미주 한인 이민자였으며, 계파를 가리지 않고 독립운동가들을 뒤에서 적극 후원한 농장주였다.

안재창(安載昌, 1873년 12월 10일 ~ 1963년 11월 20일) 일제시대 독립운동가. 본적은 경기도 양주(楊州)이다. 1903년, 하와이 사탕수수 농장의 노동이민자로 미국으로 이주하여 미주 한인사회를 중심으로 독립운동을 전개하였다. 또한 미시간 주 디트로이트 지방의 한인 사회를 이끈 지도자였다.

## 생애와 활동

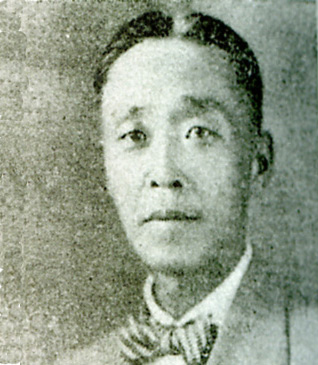
젊은 시절의 안재창.

본관은 죽산(竹山)이다. 아버지는 안시용(安時容)이며, 형인 안재극(安載克)·안재목(安載穆)이 있으며 넷째 아들이다. 조카로 안창호(安昌鎬)가 있다. 1873년, 지금의 경기도 남양주시 별내동 식송마을에 해당하는 경기도 양주군 별내면 덕송리 심근솔의 죽산 안씨 집성촌에서 태어났다.
미국 하와이로 이주하여 독립운동에 투신하였던 죽산 안씨 일가 중 한 명으로, 조카 안창호의 권유를 받아 형인 안재극·안재목과 함께 1902년 12월 22일, 대한제국 제물포항에서 일본 제국과 북중국을 정기적으로 운항하는 일본 선박 켄카이마루를 타고 하와이로 출발하였다. 그리고 1903년 1월 13일, 미국 하와이 주 호놀룰루에 도착하여 이민 생활을 시작하였다. 한국 최초의 미주지역(美洲地域) 이민자 중의 한 명이다.

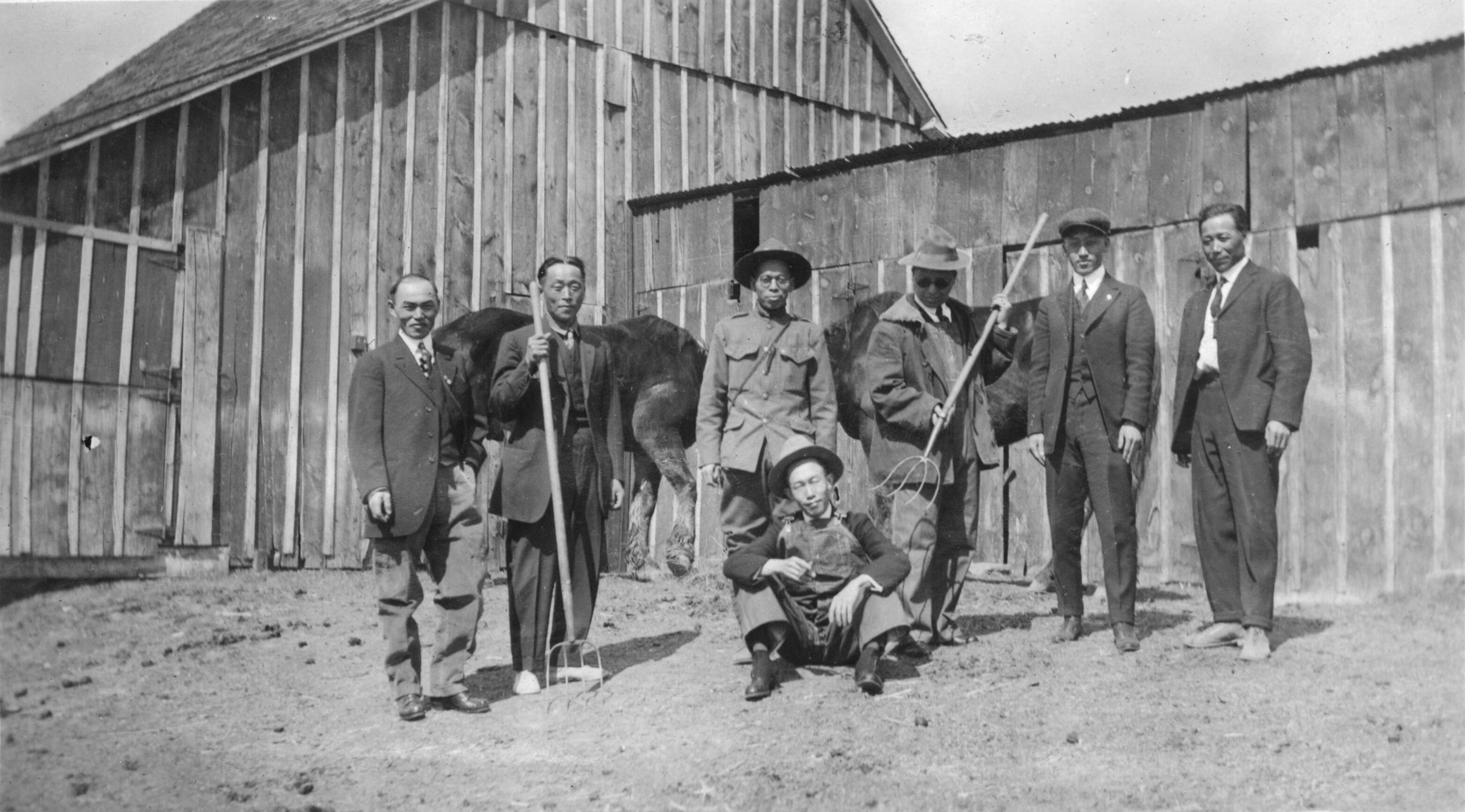
1920년 3월, 워싱턴에서 일을 마치고 상해로 밀항하기 위해 콜로라도 덴버에 위치한 안재창의 농장을 방문한 이승만과 정한경. 오른쪽 끝부터 안재창, 농기구를 들고 있는 사람이 이승만, 그 바로 앞 앉아있는 사람이 정한경.

안재창은 하와이에 있는 한 사탕수수 농장에서 일을 하다가 1907년 3월, 윤병구 목사와 함께 미국 본토인 샌프란시스코로 밀입국하였다. 이후 미국 네브라스카주 링컨의 농장에서 농지개간 사업에 종사하였으며, 국채보상운동이 일어나자 의연금으로 3원을 헌납하였다.
1907년 6월, 솔트레이크로 이사를 가서 3년간 있으면서 첫 1년반은 노동을, 그리고 정원사로 일하면서 저녁에는 성인학교에서 영어를 배웠다. 또한 1909년, 박용만(朴容萬)이 세운 네브래스카 주의 헤이스팅스에 있는 한인소년병학교(韓人少年兵學校)와 생도들을 물심양면 지원하고자 조진찬‧이상진 등과 함께 소년병학교 유지단(維持團)을 조직하였다. 그는 광복 때까지 동지회(同志會)와 대한인국민회(大韓人國民會), 대한민국 임시정부 및 구미위원부(歐美委員部), 광복군 등에 많은 양의 독립운동 자금을 지속적으로 헌납하였다.
1910년 12월, 네브라스카 주 링컨으로 이주하여 박용만, 최경오와 투자하여 농장을 경영했다. 미국 본토 대평원 지역에서 농장을 경영해 성공한 안재창은 1916년, 네브라스카 주 한인거류민회 회장이 되었다. 이후 안재창은 디트로이트에 옮겨가 중국 음식 제조업에 투신하여 정양필, 조오흥 3인이 1922년, 합자로 찹수이 도매회사인 '정안회사'를 설립해 한때 크게 성공하였다. 한인 이민사 전문가 안형주는 당시 안재창이 만든 정안회사의 경영전략이 나름 눈에 띄는 방식으로 운영되었고, 이런 운영 방식이 성공의 밑거름이 됐다고 다음과 같이 지적하였다.
| “ | 정안회사가 성공할 수 있었던 것은 원활한 소비자와의 소통이었는데, 첫째는 배달하는 직원이 소비자에게 지난번 배달한 음식에 대해 알아보게 하고 동시에 새로 개발한 음식을 소개하여 주문하게 하였던 것입니다. 시장 조사와 메뉴 개발을 끊임없이 하였던 것입니다. 둘째는 중국 음식 도매업이 필생의 사업으로 꼭 성공해야 한다고 생각하여 각자의 전문적인 기능을 갖췄던 것입니다. 셋째는 1910년대 네브래스카에서부터 가까운 친척같이 쌓인 끈끈한 인연으로 안채창은 경험이 많은 어른으로, 젊은 정양필과 정양홍은 집안 조카로 유창한 영어로 경영과 홍보를 맞아 성심껏 일했던 것입니다. | ” |

| “ | 그는 모범 이민자 농부였습니다. 그는 미국에 가서 육체노동을 감당할 수 있다는 자신감과 자신의 운명을 개척하여 가난을 면하고 돈을 벌 수 있다는 신념을 가진 사람이었습니다. 그는 가는 곳마다 상부상조하는 지역 한인사회를 조직하고 건설하였던 것입니다. 그가 믿었던 것은 오직 자기 운명과 부지런함 그리고 사리를 잘 따져 옳은 판단을 하고 자립심이 강한 사람이었습니다. | ” |

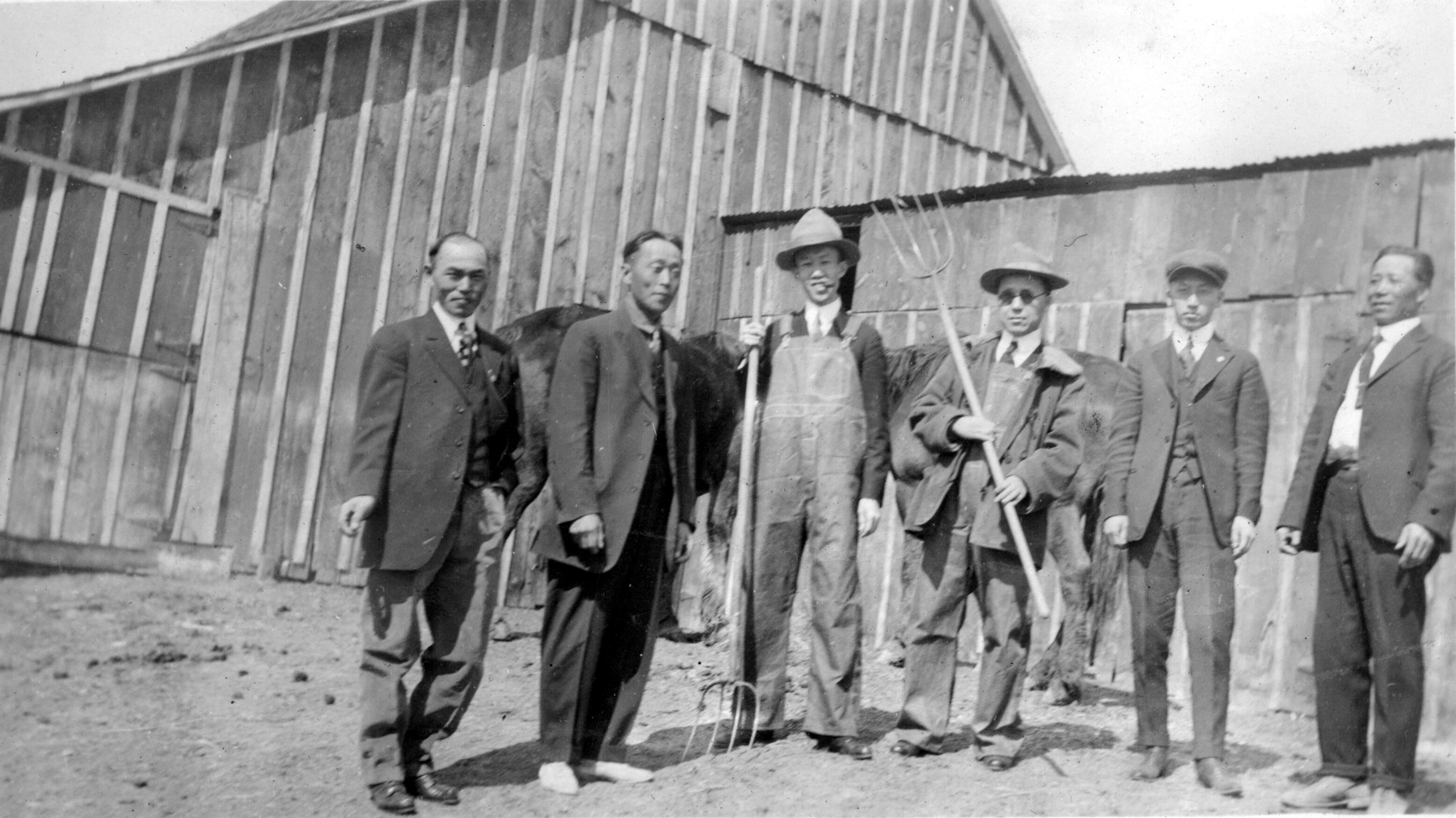
1920년 3월, 콜로라도 덴버에 위치한 안재창의 농장을 방문한 이승만과 정한경. 선글라스 낀 사람이 이승만 그 왼쪽 바로 옆이 정한경.

1925년, 정안회사를 주식회사로 변경, 새 건물을 건축하였고 재산은 30만달러에 이르는 큰 자본을 모았다. 남궁염의 권유로 워싱턴 DC에 있는 구미위원부에서 대한민국 시민이라는 신분증을 발급받았다. 그리고 이승만을 지지하는 동지회에 가입했다.
1929년, 재미한인 단체인 동지회의 디트로이트 지회를 조직하였다. 그러나 그가 운영하던 정안회사는 경제대공황으로 큰 타격을 받게되었고, 찹수이 도매업에서 소매업으로 집중하여 명맥을 이어나갔다.
1942년, 대동보국회(大同輔國會)가 국민회에 흡수되어 조직된 대한인국민회의 디트로이트 지방회를 결성하는 데 참여하였다.
1951년 4월, 그의 회사는 해체 신고를 하고 시설과 고객 계정을 매각했다. 그 후 정오리엔탈푸드 등 다른 중국음식 판매 업체에 관여하기도 했지만 크게 성공하지 못했고, 은퇴 생활을 하다가 1963년 11월 20일, 90세를 일기로 사망하였다.

## 기타

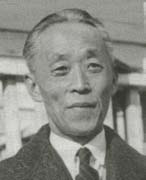
말년의 안재창.

안재창에게 박용만이나 이승만은 최고 학부를 졸업한 카리스마가 있는 독립투사들이었기에 그들을 지도자로 섬기고 성원했고, 박용만이 하와이를 떠난 뒤에는 이승만을 일생 내내 지지하였다고 안형주는 증언하였다.
| “ | 안재창과 이승만의 관계는 이승만이 1912년, 네브래스카 주 헤이스팅스 한인소년병학교 졸업생에게 축하 연설을 하러 방문했을 때부터 안면이 있었고 1920년, 콜로라도 덴버에서 '코리아농척회사'를 할 때 이승만이 정한경과 함께 찾아와 한국친구회 지부를 세우고 후원금을 모집할 때였습니다. 그 후 이승만이 하와이에 정착하고 미국 동부를 방문할 때 디트로이트에 들르면 안재창은 그를 독립투쟁하는 지도자 선생님으로 모시고 소식도 듣고 극진히 대접하였습니다. 한 예로 이승만이 헌 손가방을 들고 헌 양복을 입고 나타나자, 그를 모시고 이탈리아인이 경영하는 양복점으로 가서 양복 1벌과 구두를 맞춰 주었던 것입니다. 이승만을 미국 동부를 방문할 때 으레 디트로이트를 들르면 안재창은 그를 늘 한인들의 대표이자 얼굴로 여겼습니다. | ” |

또한 박용만도 안재창의 일생에서 빼놓을 수 없는 존재였는데, 네브래스카 링컨에서 박용만이 투자한 농장에 합자해 사업을 경영하였다. 또 박용만에게서 농장을 소유하게 되는 절차를 배웠고, 한인 소년병학교 출신이며 네브래스카 농과대학 졸업생인 정양필과 한시호에게 과학적으로 농사짓는 방법을 배웠으며, 그들과 동업자가 되어 주식회사를 세우기도 했다.

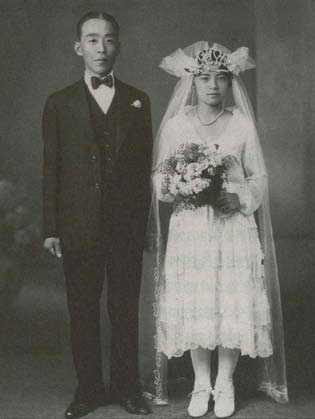
1928년 11월 1일, 정안회사 설립자인 안재창은 박유순과 결혼식을 올렸다.

안재창은 부인 안유순과 장남 광호, 장녀 기영, 막내 서영을 두었다.

## 상훈
미국에서의 독립 활동이 인정되어 1998년, 건국훈장 애족장이 추서되었다.